# يسرية الحكيم
يسرية الحكيم ممثلة مصرية.

## عن حياتها
لها العديد من الأعمال التلفزيونية والإذاعية والمسرحية بالإضافة إلى دبلجة الرسوم المتحركة.

## أعمالها

### في المسرح
- مسرحية الملف
- مسرحية باب الشعرية

### في الإذاعة
- ألف يوم و يوم
- أوراق ضاحكة
- أبو الريش في سوق العيش
- بسطاويسي مسافر ليه

### سهرات تلفزيونية
- ذات النطاقين

### في الدوبلاج
- المغامرون الخمسة وآلة الزمن في المستقبل
- الثنائي المدهش (مخمخ ومشمش)

## روابط خارجية
- يسرية الحكيم على موقع قاعدة بيانات الأفلام العربية